# Ákos Kovrig
Ákos Kovrig (Kunhegyes, 2 giugno 1982) è un ex calciatore ungherese, di ruolo centrocampista.

## Carriera

### Club
Kovrig giocò nel Vasas, prima di trasferirsi al Kecskemét. Fece poi ritorno al Vasas, prima di accordarsi con il Lombard Pápa. Nel 2006, si trasferì agli israeliani dello Hapoel Haifa. Tornò poi al Kecskemét, per poi trasferirsi agli austriaci del Mattersburg. Conclusa questa esperienza, fu in forza al Szolnoki, per poi essere ingaggiato dai norvegesi dell'Avaldsnes.